# Masaru Yamada
Masaru Yamada, född den 14 juni 1994 i Mie prefektur, är en japansk fäktare.

## Karriär
Masaru Yamada ingick i det japanska laget som tog guld i värja vid OS 2020 och silver i värja vid OS 2024.